# Modakeke
Modakeke és una ciutat de l'estat d'Osun a Nigèria, amb una població segons GeoNames geographical database de 119.529 habitants i de prop de tres-centes mil persones segurament a tota l'Oficina de l'Àrea de Govern local Els habitants de Modakeke són coneguts com els "Akoraye" i tenen una història de valor en la guerra; són pagesos pròspers. La Ife East Local Government Area Office, Modakeke-Ife fou creada per necessitat per buscar la pau entre les comunitats d'Ile-Ife i Modakeke. L'àrea fou formalment establerta l'1 d'abril del 2002 formada per la històrica Modakeke Akoraye i ocupa l'àrea de l'antic Oranmiyan Local Government. Entre les poblacions principals de l'àrea hi ha: Alabameta, Koola, Odole, Ajagunna, Doya, Asabi, Ijugbe, Awoye, Aba-Oke, Olooyo, Fagunwa, Asarogun, Oyan, Aba Lemomu i Jatina.

## Història
Amb la caiguda de l'Imperi d'Oyo, el regne ioruba va caure en confusió i els habitants de l'antiga Oyo es van dispersar i van formar poblaments nous per tot el país ioruba. Davant els rumors que els fulanis es preparaven per envair altres terres del país ioruba els habitants de les ciutats d'Ikire, Iwata, Gbongan, Ipetumodo i Origbo van fugir i es van refugiar a Ife (1834-1835). Eren grangers i soldats, i eren forts com soldats i treballadors com a pagesos. Havent perdut totes les seves possessions en la seva precipitada fugida, van començar vida en Ife fent treballs senzills per aconseguir refer la vida. El regnant Ooni d'Ife, Gbegbaje Akinmoyero (?) els va rebre bé. Van començar a créixer i produir tipus diferents de collites alimentàries en granges que els havien donat els seus amfitrions. Un bon nombre d'ells fou reclutat a Ife per integrar el dèbil exèrcit del regne i la seva valentia va permetre a Ife estendre el seu territori cap a Alakowe, que va formar la frontera amb el regne d'Ijesa. Previ a l'arribada del refugiats el regne d'Ijesa arribava fins on es troba al dia d'avui el palau de l'ooni d'Ife, area que és coneguda avui dia com Enuwa (Enu Owa). Ooni Abeweila, que va pujar al tron el 1839,
va fer retornar a part dels refugiats a Ipetumodu, Gbongan i Ikire in 1847, després de la derrota fulani a Osogbo el 1840. El mateix 1847 l'Ooni (segurament per les diferències que ja existien entre els nadius i els refugiats) va permetre l'establiment d'un assentament separat pels refugiats que no tenien on retornar. En aquest lloc hi havia molts ocells dels anomenats Ako (Cigonyes), Per això l'origen del nom Akoraye (La cigonya té un lloc) que és dona a la ciutat. Era també costum per les cigonyes del lloc piular i cantar la rima "Mo-da-ke-ke-ke-ke" que era gairebé sempre escoltat per la gent i es va decidir que el poble seria anomenat Modakeke. El líder dels refugiats portava el títol d' Ogunsua. L'hostilitat entre Ife i Modakeke va culminar en dues sagnants batalles el 1849 i persistira al llarg dels anys sent font de repetits conflictes (1835-1849, 1882-1909, 1946-1949, 1981, 1983, 1997-1998 i 2000) que representarien l'enfrontament entre els terratinents d'Ife i els posseidors estrangers de Modakeke
El 1882 Ife va declarar la guerra al regne d'Ibadan. Modakeke no hi estava d'acord i donava suport a Ibadan. Ife va atacar la ciutat el 1 de desembre de 1882 però foren rebutjats; no obstant el cap de Modakeke, Oyebade, va morir, i el va substituir Adepoju. Uns mesos després Ife, amb ajut d'Ijesa i Ijebu, va tornar a atacar Modakeke i la va ocupar. Ibadan va reaccionar i amb el suport de la gent de Modakeke van atacar i destruir Ife, que no van poder tornar a la seva ciutat fins al 1884. Quan els britànics van imposar la pau (1888), es va establir que Modakeke quedava sota autoritat d'Ife però els britànics garantien la seva seguretat; van signar per Modakeke el ogunsua Ogunwole, el balogun Sowo i el otun Ayanileye. Ife va haver d'abolir els sacrificis humans i els primers missioners europeus van arribar el 1901. El 1909 la ciutat de Modakeke fou desmantellada i la seva gent es va establir a Ibadan; per un suposat acord amb l'ooni Ademiluyi van poder retornat el 1923 i el 1924 la ciutat tornava a existir.